# Kristijan Rieger
Kristijan Rieger, avstrijski jezuit, filozof in teolog, * 14. maj 1714, Dunaj, † 26. marec 1780, Dunaj.
Med letoma 1748 in 1761 je na Terezijanski vojaški akademiji poučeval matematiko in arhitekturo, nato med 1762 in 1765 na Jezuitskemu kolegiju v Madridu matematiko, nato pa je bil rektor Jezuitskega kolegija v Passau (1768-1771).
Bil je zadnji rektor Jezuitskega kolegija v Ljubljani med 11. junijem 1772 in 29. septembrom 1773.